# Akasha-kronikken
Akasha-kronikken (også kaldt ”akasha-krøniken”, “akasha-arkivet” eller ”akasha-optegnelserne”) er begrebet om en åndelig ”bog”, der har optegnet alle begivenheder, tanker, ord, følelser og hensigter, som er forekommet i fortiden, og som vil forekomme i fremtiden, hos alle livsformer, ikke blot mennesker. Akasha-kronikken er således en altomfattende ”verdenshukommelse”. Begrebet stammer fra teosofien og antroposofien (Rudolf Steiner).
Akasha (ākāśa आकाश) er et Sanskrit-ord for æter, himmel eller atmosfære.

## Begrebshistorie

### Tidlige forestillinger
Forestillingen om en verdenshukommelse har en lang tradition bag sig i Europa. Den findes bl.a. hos Plotin (ca. 205-270) og Paracelsus (1493–1541). Ifølge den tyske indolog og religionsvidenskabsmand Helmuth von Glasenapp har forestillingen en vestlig oprindelse og er trods anvendelsen af sanskrit-ordet ”akasha” fremmed for indisk tænkning. 

### Teosofien
Helena Blavatsky, grundlæggeren af teosofien, omtaler i første bind af Den utilslørede Isis (Isis Unveiled) (1877) nogle ”metafysiske tavler” i hvilke der er indpræget optegnelser ”af alt, hvad der var, er og nogensinde vil være, og som bliver fremstillet som et levende billede for seeren og profeten.”
Den første gang, selve betegnelsen ”akasha-kronik” optræder, er hos teosoffen Charles W. Leadbeater (1847-1934) i hans skrift Clairvoyance (1899).
Også teosoffen Alice Bailey (1880-1949) nævner akasha-kronikken. I 1927 skriver hun:
”Akasha-kronikken er som en umådelig stor fotografisk film; den registrerer alle vores planets begær og jordiske oplevelser. De, der opfatter den, vil på den se afbildet: ethvert menneskes livsoplevelser siden tiden begyndte, reaktionerne på erfaring af det samlede dyrerige, samlingen af enhver menneskelig enheds tankeformer af karmisk natur (baseret på begær) op gennem tiderne. Heri ligger kronikkens store bedrag. Kun en trænet okkultist kan skelne mellem faktisk erfaring og de astrale billeder, der er skabt af fantasi og stærkt begær.”
(Alice Bailey: Light of the Soul)

### Rudolf Steiner
Rudolf Steiner (1861–1925) var med i den teosofiske bevægelse, men brød med den i 1913 og stiftede derpå antroposofien. I årene 1904-1908 anvendte han begrebet i sin artikelserie "Fra akasha-kronikken". Han havde den forestilling, at man på oversanselig vis kan iagttage fortidige begivenheder, omtrent som ”et baglæns rettet klarsynet blik“. Dette blik er ikke først og fremmest rettet mod "den ydre faktiske historie”, men mod den oversanselige baggrund for denne historie. Akasha-kronikken beskriver ”sjælens historie”.
En forudsætning for at kunne læse i akasha-kronikken er, at man har nået intuitionens trin – det højeste af de tre trin af oversanselig erkendelse. På dette trin kan man huske tidligere inkarnationer, og man kan gå ind i en ”bevidsthed”, der ikke er begrænset til det enkelte menneske.

### Øvrig anvendelse
Ud over Leadbeater og Steiner har andre angivet, at de kan læse i Akasha-kronikken. Som eksempler kan nævnes rosenkreutzeren Max Heindel (1865–1919) og ”den sovende profet” Edgar Cayce (1877–1945)
I den nyere New Age-bevægelse er begrebet ofte anvendt, for eksempel i Shirley MacLaines bog På dybt vand (1983). Der er i de senere år udkommet mange bøger, der tilbyder informationer fra akasha-kronikken, eller som tilbyder vejledning i, hvordan man kan læse i den. I modsætning til hovedparten af den traditionelle begrebsanvendelse, bliver det at ”læse” i akashakronikken forstået som både at læse i fortiden og at læse i fremtiden; for eksempel som begrundelse for spådomskunst eller som baggrund for den indiske palmebladsastrologi, som siger, at der findes "palmebladsbiblioteker", som indeholder alle fremtidige livshistorier.

## Kritik
Over for påstanden om eksistensen af akasha-kronikken har kritikere påpeget, at der ikke er nogen videnskabelig evidens for denne påstand. Der findes kun anekdotiske beretninger.